# NGC 3324
NGC 3324 је емисиона маглина у сазвежђу Прамац која се налази на NGC листи објеката дубоког неба.
Деклинација објекта је - 58° 38' 3" а ректасцензија 10h 37m 19,3s. Привидна величина (магнитуда) објекта NGC 3324 износи 13,4. NGC 3324 је још познат и под ознакама ESO 128-EN6.